# Petra Nardelli
Petra Nardelli (Nova Ponente, 10 aprile 1996) è una velocista italiana.

## Biografia
Nata in Val d'Ega, fino all'età di diciotto anni ha praticato lo sci alpino con varie partecipazione ai campionati italiani di categoria. Ha iniziato a praticare l'atletica leggera nel 2010, inizialmente solo in estate come preparazione agli sport invernali sotto la guida del tecnico Hans Pircher.
Nel 2013 ha conquistato il secondo posto ai campionati italiani allievi nei 400 metri piani, ma non ha mai indossato la maglia azzurra giovanile. Nel 2018 si è piazzata quarta ai campionati italiani assoluti, sempre nei 400 metri piani, scendendo per la prima volta sotto i 54 secondi. Dopo un infortunio nel 2019, è tornata a sfiorare il podio assoluto nella rassegna nazionale al coperto del 2020.
Nel 2021 è stata componente della squadra italiana della staffetta 4×400 metri femminile alle World Relays di Chorzów, gara conclusasi con il quinto posto in classifica.

## Progressione

### 400 metri piani
| Stagione | Tempo | Luogo      | Data      | Rank. Mond. |
| -------- | ----- | ---------- | --------- | ----------- |
| 2021     | 53"19 | Bolzano    | 5-6-2021  |             |
| 2020     | 53"28 | Trieste    | 1-8-2020  |             |
| 2019     | 54"66 | Innsbruck  | 14-9-2019 |             |
| 2018     | 53"41 | Pescara    | 8-9-2018  |             |
| 2017     | 56"08 | Firenze    | 10-6-2017 |             |
| 2016     | 57"25 | Bressanone | 10-6-2016 |             |
| 2015     | 56"00 | Rieti      | 13-6-2015 |             |
| 2014     | 56"44 | Torino     | 7-6-2014  |             |
| 2013     | 57"58 | Bellinzona | 21-9-2013 |             |

### 400 metri piani indoor
| Stagione | Tempo | Luogo  | Data      | Rank. Mond. |
| -------- | ----- | ------ | --------- | ----------- |
| 2020/21  | 54"02 | Ancona | 20-2-2021 |             |
| 2019/20  | 54"52 | Ancona | 23-2-2020 |             |

## Palmarès
| Anno | Manifestazione  | Sede    | Evento  | Risultato | Prestazione | Note |
| ---- | --------------- | ------- | ------- | --------- | ----------- | ---- |
| 2021 | World Relays    | Chorzów | 4×400 m | 5ª        | 3'32"69     |      |
| 2021 | Giochi olimpici | Tokyo   | 4×400 m | Batteria  | 3'27"74     |      |

## Campionati nazionali
2013
- Argento ai campionati italiani allievi, 400 m piani - 57"81

2014
- 4ª ai campionati italiani juniores, 400 m piani - 56"44

2015
- 5ª ai campionati italiani juniores, 400 m piani - 56"00

2016
- 4ª in batteria ai campionati italiani under 23, 200 m piani - 25"34
- 3ª in batteria ai campionati italiani under 23, 400 m piani - 57"25

2017
- 6ª ai campionati italiani under 23, 400 m piani - 56"08

2018
- 4ª ai campionati italiani under 23, 400 m piani - 55"54
- 4ª ai campionati italiani assoluti, 400 m piani - 53"41

2019
- 5ª in semifinale ai campionati italiani assoluti indoor, 60 m piani - 7"62

2020
- 4ª ai campionati italiani assoluti indoor, 400 m piani - 54"52

2021
- 7ª in batteria ai campionati italiani assoluti indoor, 60 m piani - 7"79
- 4ª in batteria ai campionati italiani assoluti indoor, 400 m piani - 54"02
- 6ª in batteria ai campionati italiani assoluti, 200 m piani - 54"67
- 5ª ai campionati italiani assoluti, 400 m piani - 53"23

## Altre competizioni internazionali
2021
- Bronzo nella Super League degli Europei a squadre ( Chorzów), 4×400 m - 3'29"05